# Isometri
En isometri är inom matematiken en funktion från ett metriskt rum till ett annat, som uppfyller vissa krav.
En funktion {\displaystyle f} från ett metriskt rum {\displaystyle (X,d_{X})} till ett annat metriskt rum {\displaystyle (Y,d_{Y})} säges vara en isometri om den är avståndsbevarande, dvs 
{\displaystyle d_{X}(x,y)=d_{Y}(f(x),f(y))~\forall x,y\in D_{f}}.
En linjär avbildning från ett normerat rum till ett annat normerat rum, {\displaystyle F:V\to W}, sägs vara en linjär isometri om den bevarar normen:
{\displaystyle \|Fv\|_{W}=\|v\|_{V}}
då {\displaystyle v\in V} och {\displaystyle \|\cdot \|_{V}} och {\displaystyle \|\cdot \|_{W}} är normerna i V respektive W..

## Exempel
I det Euklidiska planet utgörs alla isometrier av identitetsavbildningen, translationer, rotationer, speglingar och glidspeglingar. I detta fall gäller
{\displaystyle |x-y|=|f(x)-f(y)|~\forall x,y\in \mathbb {R} ^{2}}
Allmänt representerar alla ortogonalmatriser och unitära matriser isometrier. Alla isometrier mellan ett vektorrum bildar den euklidiska gruppen. Alla linjära isometrier bildar ortogonalgruppen.